# Marcel Guaramato
Marcel Daniel Guaramato García (Barcelona, Anzoátegui, Venezuela; 2 de noviembre de 1993) es un futbolista venezolano que juega como defensa en Carabobo F. C. de la Primera División de Venezuela.

## Profesional
| Club                    | País      | Año         | Partidos | Goles |
| ----------------------- | --------- | ----------- | -------- | ----- |
| Deportivo Anzoátegui SC | Venezuela | 2012 - 2016 | 12       | 1     |
| Monagas SC (Préstamo)   | Venezuela | 2015        | -        | -     |
| Petare FC (Préstamo)    | Venezuela | 2016        | 10       | 0     |
| Portuguesa FC           | Venezuela | 2017        | 0        | 0     |
| Deportivo Anzoátegui SC | Venezuela | 2017        | 17       | 0     |
| Carabobo FC             | Venezuela | 2018 - 2019 | 33       | 0     |

## Palmarés
| Título          | Club                    | País      | Año  |
| --------------- | ----------------------- | --------- | ---- |
| Copa Venezuela  | Deportivo Anzoátegui SC | Venezuela | 2012 |
| Torneo Apertura | Carabobo FC             | Venezuela | 2024 |